# Aeropuerto Internacional V. C. Bird
El Aeropuerto Internacional V. C. Bird (IATA: ANU, OACI: TAPA) se encuentra en la isla de Antigua, 8 km (kilómetros) al noreste de Saint John, la capital de Antigua y Barbuda.

## Historia
El aeropuerto fue construido como una base militar aérea estadounidense durante la Segunda Guerra Mundial y llamada Aeródromo Coolidge en honor al Capitán Hamilton Coolidge (1895-1918), un piloto muerto en la Primera Guerra Mundial.
Tras el cierre por parte de la Fuerza Aérea de los Estados Unidos, el aeródromo se transformó en aeropuerto civil. Fue conocido como Aeropuerto Internacional Coolidge hasta 1985, cuando fue rebautizado en honor de sir Vere Cornwall Bird (1910-1999), el primer primer ministro de Antigua y Barbuda.
En diciembre de 2005, la Antigua and Barbuda Millennium Airport Corporation anunció que invitaría a inversores para construir la primera fase de una nueva terminal de pasajeros diseñada para atender el tráfico de pasajeros del aeropuerto durante los siguientes treinta años.

## Aerolíneas y destinos

### Pasajeros
| Ciudades por países                  | Nombre del aeropuerto                         | Aerolíneas                          |           |           |           |
| El Caribe                            | El Caribe                                     | El Caribe                           | El Caribe | El Caribe | El Caribe |
| ------------------------------------ | --------------------------------------------- | ----------------------------------- | --------- | --------- | --------- |
| Barbados                             |                                               |                                     |           |           |           |
| Bridgetown                           | Aeropuerto Internacional Grantley Adams       | LIAT                                |           |           |           |
| Dominica                             |                                               |                                     |           |           |           |
| Roseau                               | Aeropuerto Douglas–Charles                    | LIAT                                |           |           |           |
| Guadalupe                            |                                               |                                     |           |           |           |
| Pointe-à-Pitre                       | Aeropuerto Internacional de Pointe-à-Pitre    | LIAT                                |           |           |           |
| Islas Turcas y Caicos                |                                               |                                     |           |           |           |
| Providenciales                       | Aeropuerto Internacional de Providenciales    | British Airways                     |           |           |           |
| Islas Vírgenes Británicas            |                                               |                                     |           |           |           |
| Tórtola                              | Aeropuerto Internacional Terrance B. Lettsome | InterCaribbean Airways              |           |           |           |
| Islas Vírgenes de los Estados Unidos |                                               |                                     |           |           |           |
| Saint Thomas                         | Aeropuerto Internacional Cyril E. King        | LIAT                                |           |           |           |
| Jamaica                              |                                               |                                     |           |           |           |
| Kingston                             | Aeropuerto Internacional Norman Manley        | Caribbean Airlines                  |           |           |           |
| Puerto Rico                          |                                               |                                     |           |           |           |
| San Juan                             | Aeropuerto Internacional Luis Muñoz Marín     | LIAT / Seaborne Airlines            |           |           |           |
| República Dominicana                 |                                               |                                     |           |           |           |
| Santo Domingo                        | Aeropuerto Internacional Las Américas         | Sky High Aviation Services          |           |           |           |
| San Cristóbal y Nieves               |                                               |                                     |           |           |           |
| Basseterre                           | Aeropuerto Internacional Robert L. Bradshaw   | British Airways / LIAT              |           |           |           |
| Santa Lucía                          |                                               |                                     |           |           |           |
| Castries                             | Aeropuerto George F. L. Charles               | LIAT                                |           |           |           |
| San Martín                           |                                               |                                     |           |           |           |
| Philipsburg                          | Aeropuerto Internacional Princesa Juliana     | LIAT / Winair                       |           |           |           |
| Trinidad y Tobago                    |                                               |                                     |           |           |           |
| Puerto España                        | Aeropuerto Internacional de Piarco            | Caribbean Airlines / LIAT           |           |           |           |
| Europa                               |                                               |                                     |           |           |           |
| Italia                               |                                               |                                     |           |           |           |
| Milán                                | Aeropuerto de Milán-Malpensa                  | Blue Panorama Airlines (estacional) |           |           |           |
| Reino Unido                          |                                               |                                     |           |           |           |
| Londres                              | Aeropuerto de Londres-Gatwick                 | British Airways / Virgin Atlantic   |           |           |           |
| Norteamérica                         |                                               |                                     |           |           |           |
| Canadá                               |                                               |                                     |           |           |           |
| Toronto                              | Aeropuerto Internacional Toronto Pearson      | Air Canada / WestJet                |           |           |           |
| Estados Unidos                       |                                               |                                     |           |           |           |
| Atlanta                              | Aeropuerto Internacional Hartsfield-Jackson   | Delta Air Lines (estacional)        |           |           |           |
| Charlotte                            | Aeropuerto Internacional de Charlotte-Douglas | American Airlines (estacional)      |           |           |           |
| Miami                                | Aeropuerto Internacional de Miami             | American Airlines                   |           |           |           |
| Newark                               | Aeropuerto Internacional Libertad de Newark   | United Airlines                     |           |           |           |
| Nueva York                           | Aeropuerto Internacional John F. Kennedy      | American Airlines / JetBlue Airways |           |           |           |

### Carga
- Ameriflight: San Juan.
- Amerijet: Miami, Santiago (DR), San Martín, Dominica.
- Air Transport International: Melbourne (FL).
- FedEx Express: Memphis, Miami, Newark, San Juan.
- Mountain Air Cargo: San Juan.
- DHL: Bruselas, Miami, San Juan, San Martín.

## Accidentes e incidentes
- El 17 de septiembre de 1965, un Boeing 707-121B  de Pan Am en ruta de Fort de France, Martinica, a Saint John impactó con el Pico Chance en Montserrat, una isla al suroeste de Antigua, matando a las treinta personas a bordo.[2]

- El 18 de junio de 2009, un avión de carga de Rhoades sufrió un incendio en el motor dos mientras rodaba a pista. El incidente provocó el cierre temporal del aeropuerto y numerosos retrasos. Los aviones de LIAT tuvieron que esperar antes de poder despegar o aterrizar aunque no hubo ninguna cancelación. Nadie resultó herido a consecuencia del accidente.

- El 10 de mayo de 2004, un de Havilland Canada DHC-8-311 de LIAT efectuó un aterrizaje de emergencia tras perder una rueda poco después de despegar. El avión había salido de St. Maarten y volaba a St. Kitts. El Dash 8-311 fue desviado a Antigua y aterrizó sin ninguna clase de daño. Ninguna de las 27 personas a bordo resultó herida.

- El 12 de noviembre de 2008, un de Havilland Canada DHC-8-311 de LIAT en patrón de aproximación al aeropuerto en Antigua reportó un mal funcionamiento del tren. El avión volaba a St. Kitts, pero fue desviado a Antigua a causa del problema.